# Éperlecques
Éperlecques är en kommun i departementet Pas-de-Calais i regionen Hauts-de-France i norra Frankrike. Kommunen ligger i kantonen Ardres som tillhör arrondissementet Saint-Omer. År 2022 hade Éperlecques 3 740 invånare.

## Befolkningsutveckling
Antalet invånare i kommunen Éperlecques
| Referens: INSEE |